# Definicja wolnego oprogramowania
Definicja wolnego oprogramowania – opublikowana przez Free Software Foundation (FSF) definicja wolnego oprogramowania.
Najwcześniejsza znana publikacja tej definicji pochodzi z wydanego w styczniu 1989 biuletynu GNU. Kanonicznym źródłem tego dokumentu jest witryna GNU, w sekcji poświęconej filozofii projektu. W styczniu 2007 była oficjalnie opublikowana w 33 językach. FSF publikuje także listę licencji zgodnych z tą definicją.

## Treść definicji
Oryginalna definicja, opublikowana w styczniu 1989, miała dwa punkty:
Słowo „wolne” w naszej nazwie odnosi się do dwóch konkretnych wolności: po pierwsze, wolności kopiowania programu i dzielenia się nim ze swoimi przyjaciółmi i współpracownikami; po drugie, wolności modyfikowania programu wedle własnego uznania, dzięki pełnemu dostępowi do kodu źródłowego. Poza tym można studiować źródło i uczyć się jak program został napisany. Można go wówczas portować, ulepszać i dzielić się swoimi zmianami z innymi.
Współczesna definicja składa się z czterech punktów, numerowanych od zera do trzech. Definiuje ona Wolne Oprogramowanie poprzez udzielanie odbiorcom następujących wolności:
- wolność uruchamiania programu, w dowolnym celu (wolność 0)
- wolność analizowania, jak program działa, i dostosowywania go do swoich potrzeb (wolność 1)
- wolność rozpowszechniania kopii, byście mogli pomóc sąsiadom (wolność 2)
- wolność udoskonalania programu i publicznego rozpowszechniania własnych ulepszeń, dzięki czemu może z nich skorzystać cała społeczność (wolność 3).

Jako warunek konieczny wolności 1 i 3 jest wymieniony dostęp do kodu źródłowego.
Tylko jeżeli program spełnia wszystkie cztery wolności jednocześnie, wówczas, według FSF, może być uznany za wolne oprogramowanie. Wystarczy, że nie spełnia dowolnej z nich, a nie może być tak kategoryzowany – jest oprogramowaniem własnościowym.